# Halfdan Kjerulf
Pour les articles homonymes, voir Kjerulf.
Halfdan Kjerulf (né le 17 septembre 1815 à Christiania (ancien nom d'Oslo) – mort dans cette même ville le 11 août 1868) est un compositeur norvégien.